# Wyłudy (przystanek kolejowy)
Wyłudy – zlikwidowany w 1945 roku przystanek osobowy w Wyłudach na linii kolejowej Węgorzewo – Kruklanki, w gminie Pozezdrze, w powiecie węgorzewskim, w województwie warmińsko-mazurskim.